# Turó de la Costa del Clot
El Turó del Clot del Piu és una muntanya de 1.391,8 metres del terme municipal de Conca de Dalt, a l'antic terme de Toralla i Serradell, del Pallars Jussà, en terres del poble de Serradell.
Està situat a la Serra de Sant Salvador, al vessant nord, al límit de migdia de la vall del riu de Serradell. És al nord-oest del cim de Santes Creus, al nord-est de la Collada Viella i de l'Espluga Viella. És al damunt i al sud de l'Obac de Serradell, a migdia del poble de Serradell.